# Studentfesten
Studentfesten, med arbetstiteln Dom skulle vilja vara som oss, är en svensk ungdomskomedi från 2013 i regi av Simon Sandquist med manus av Gabriel Niklasson. Enligt produktionsbolaget är filmen i samma stil som filmerna Baksmällan och Supersugen. Handlingen kretsar kring en studentavslutning på Lidingö 1994.

## Roller
- Anastasios Soulis – Rasmus
- Anna Åström – Klara
- Henrik Lundström – Frans
- Filip Berg – Ian
- Kjell Bergqvist – Kommissarie Henrik
- Sofie Hamilton – Agnes
- Johannes Brost – Zackes pappa
- Thomas Hedengran – Klaras pappa
- Björn Starrin – Polisaspirant Cristian
- Martin Preisler - Polisaspirant Martin
- Hedda Stiernstedt - Olivia
- Edvin Endre – Mister
- Simon Reithner – Zacke
- Madeleine Martin – Sanna
- Tommy Körberg - Sig själv
- Anna Carlsson - Klaras mamma
- Gabriel Niklasson - Väktare på Elverket